# Родина Кандьяно

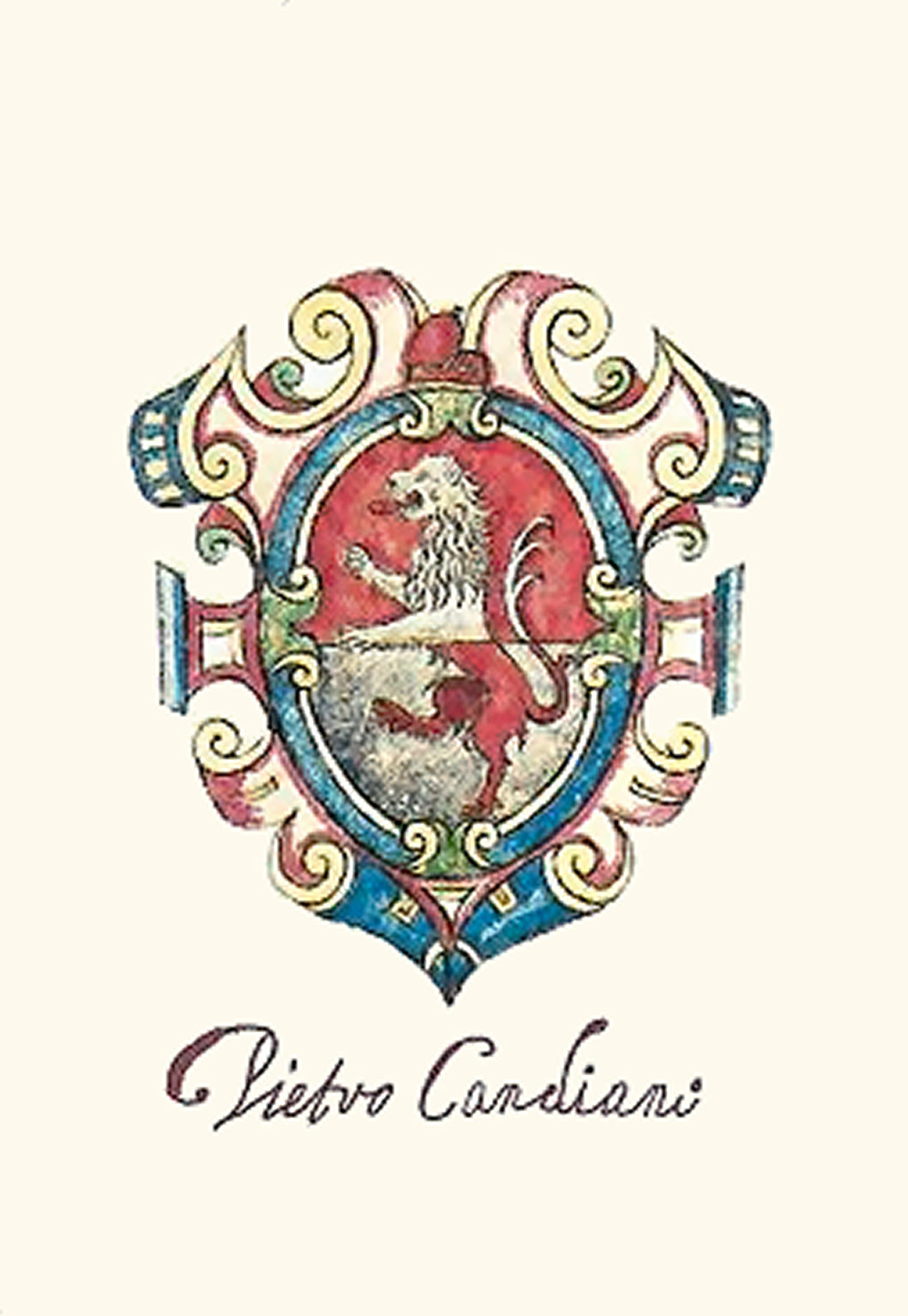
Герб П'єтро I Кандьяно

Кандьяно (італ. Candiano) — венеційська родина, що відігравала значну роль у політичному житті міста IX-X століть.

## Історія
Про походження родини мало що відомо. Середньовічні джерела виводять родину від легендарного короля Падуї Януса. Найімовірніше до Венеції Кандьяно прибули безпосередньо з Ераклеї. Так чи інкаше, вже у 887 дожем став П'єтро I Кандьяно. Причиною такого підвищення нової для Венеції людини ймовірно стало уміле виконання П'єтро ролі посередника між впливовими родинами. Але вже у вересні того ж року він загинув у битві зі слов'янськими піратами з Паганії, ставши першим дожем, який командував морськими силами міста.
Наступним дожем з цього роду став у 932 син попереднього — П'єтро II. За свого правління П'єтро молодший укріпив морську могутність Венеції, уклавши договір, яким Комаккьо, що до того було під владою пап мало увійти у залежність від республіки і підкоривши істрійське узбережжя. Після смерті П'єтро ІІ і короткого правління П'єтро Бадоера на вищу посаду у Венеції був обраний його син П'єтро III, який до того був посланцем у Константинополі. За правління третього дожа з родини Кандьяно був укладений мирний договір з аквілейським патріархом і остаточно замирені неретванські пірати. Одночасно почали проявлятись намагання зі сторони Кандьяно зробити свою монархію спадковою. Це призвело до бурхливої боротьби партій, наслідком якої стало вигнання сина дожа П'єтро з міста. Та вже після смерті батька його було обрано наступником. Правління П'єтро IV відзначилось монополізацією торгівлі рабами. Також укріпились відносини з західною імперією, у знак чого він вдруге одружився з Вальдрадою Тусчійською, племінницею імператриці Адельгейди. Завдяки одруженню представники родини Кандьяно отримали значні маєтки від імператора на материкових землях. Знаком підсилення впливу роду Кандьяно стало обрання сина П'єтро IV Вітале патріархом Ґрадо. Однак, явні тенденції до встановлення спадковості знову викликали незадоволення старої венеційської знаті. Проти дожа утворилась змова і 11 серпня 976 разом із молодшим сином він був вбитий. Вальдраду, як імператорську родичку чіпати не сміли. Вона була разом із іншими членами родини вигнана з міста.
Переворот викликав незадоволення в імператора, який відмовився поновлювати вкрай важливий для міста договір. Намагаючись задобрити Оттона венеційці обрали дожем Вітале Кандьяно, можливо молодшого брата загиблого. Той одразу ж викликав свого племінника патріарха Ґрадо та повернув родині всі володіння. Патріарху Вітале та Трибуно Меммо вдалося добитись на переговорах поновлення пакту Лотаря 7 червня 983. Попри це, все наступне століття вплив Кандьяно падає, поки вони у його кінці зовсім не зникають з історичної сцени.

### Родинне дерево
|                           |                           |                           |                           |                           |                           |  |  |                                                                               |                                                                               |                                                                               |                                                                               |                                                                               |                                                                               |  |  |                              |                              |                              |                              |                              |                              |  |  |  |  |  |  | П'єтро I                         |                    |                    |                    |                    |                    |  |  |                                         |                                         |                                         |                                         |                                         |                                         |                          |                          |                              |                              |                              |                              |                              |                              |         |         |         |         |  |  |  |  |  |  |  |  |  |  |  |  |  |  |  |  |  |  |  |  |  |  |  |  |  |  |  |  |  |  |
|                           |                           |                           |                           |                           |                           |  |  |                                                                               |                                                                               |                                                                               |                                                                               |                                                                               |                                                                               |  |  |                              |                              |                              |                              |                              |                              |  |  |  |  |  |  |                                  |                    |                    |                    |                    |                    |  |  |                                         |                                         |                                         |                                         |                                         |                                         |                          |                          |                              |                              |                              |                              |                              |                              |         |         |         |         |  |  |  |  |  |  |  |  |  |  |  |  |  |  |  |  |  |  |  |  |  |  |  |  |  |  |  |  |  |  |
|                           |                           |                           |                           |                           |                           |  |  |                                                                               |                                                                               |                                                                               |                                                                               |                                                                               |                                                                               |  |  |                              |                              |                              |                              |                              |                              |  |  |  |  |  |  | П'єтро II                        |                    |                    |                    |                    |                    |  |  |                                         |                                         |                                         |                                         |                                         |                                         |                          |                          |                              |                              |                              |                              |                              |                              |         |         |         |         |  |  |  |  |  |  |  |  |  |  |  |  |  |  |  |  |  |  |  |  |  |  |  |  |  |  |  |  |  |  |
|                           |                           |                           |                           |                           |                           |  |  |                                                                               |                                                                               |                                                                               |                                                                               |                                                                               |                                                                               |  |  |                              |                              |                              |                              |                              |                              |  |  |  |  |  |  |                                  |                    |                    |                    |                    |                    |  |  |                                         |                                         |                                         |                                         |                                         |                                         |                          |                          |                              |                              |                              |                              |                              |                              |         |         |         |         |  |  |  |  |  |  |  |  |  |  |  |  |  |  |  |  |  |  |  |  |  |  |  |  |  |  |  |  |  |  |
|                           |                           |                           |                           |                           |                           |  |  |                                                                               |                                                                               |                                                                               |                                                                               |                                                                               |                                                                               |  |  |                              |                              |                              |                              |                              |                              |  |  |  |  |  |  | П'єтро III ∞Арчіельда (Ріхельда) |                    |                    |                    |                    |                    |  |  |                                         |                                         |                                         |                                         |                                         |                                         |                          |                          |                              |                              |                              |                              |                              |                              |         |         |         |         |  |  |  |  |  |  |  |  |  |  |  |  |  |  |  |  |  |  |  |  |  |  |  |  |  |  |  |  |  |  |
|                           |                           |                           |                           |                           |                           |  |  |                                                                               |                                                                               |                                                                               |                                                                               |                                                                               |                                                                               |  |  |                              |                              |                              |                              |                              |                              |  |  |  |  |  |  |                                  |                    |                    |                    |                    |                    |  |  |                                         |                                         |                                         |                                         |                                         |                                         |                          |                          |                              |                              |                              |                              |                              |                              |         |         |         |         |  |  |  |  |  |  |  |  |  |  |  |  |  |  |  |  |  |  |  |  |  |  |  |  |  |  |  |  |  |  |
|                           |                           |                           |                           |                           |                           |  |  |                                                                               |                                                                               |                                                                               |                                                                               |                                                                               |                                                                               |  |  |                              |                              |                              |                              |                              |                              |  |  |  |  |  |  |                                  |                    |                    |                    |                    |                    |  |  |                                         |                                         |                                         |                                         |                                         |                                         |                          |                          |                              |                              |                              |                              |                              |                              |         |         |         |         |  |  |  |  |  |  |  |  |  |  |  |  |  |  |  |  |  |  |  |  |  |  |  |  |  |  |  |  |  |  |
| Домініко єпископ Торчелло | Домініко єпископ Торчелло | Домініко єпископ Торчелло | Домініко єпископ Торчелло | Домініко єпископ Торчелло | Домініко єпископ Торчелло |  |  | П'єтро IV ∞1. Джованниічча; ∞2. Вальдрада, дочка Губерта Сполетського і Вілли | П'єтро IV ∞1. Джованниічча; ∞2. Вальдрада, дочка Губерта Сполетського і Вілли | П'єтро IV ∞1. Джованниічча; ∞2. Вальдрада, дочка Губерта Сполетського і Вілли | П'єтро IV ∞1. Джованниічча; ∞2. Вальдрада, дочка Губерта Сполетського і Вілли | П'єтро IV ∞1. Джованниічча; ∞2. Вальдрада, дочка Губерта Сполетського і Вілли | П'єтро IV ∞1. Джованниічча; ∞2. Вальдрада, дочка Губерта Сполетського і Вілли |  |  |                              |                              |                              |                              |                              |                              |  |  |  |  |  |  | Вітале дож 978—979               | Вітале дож 978—979 | Вітале дож 978—979 | Вітале дож 978—979 | Вітале дож 978—979 | Вітале дож 978—979 |  |  |                                         |                                         | Єлена(?) ∞Джерардо Ґуоро                | Єлена(?) ∞Джерардо Ґуоро                | Єлена(?) ∞Джерардо Ґуоро                | Єлена(?) ∞Джерардо Ґуоро                | Єлена(?) ∞Джерардо Ґуоро | Єлена(?) ∞Джерардо Ґуоро |                              |                              |                              |                              | Стефано                      | Стефано                      | Стефано | Стефано | Стефано | Стефано |  |  |  |  |  |  |  |  |  |  |  |  |  |  |  |  |  |  |  |  |  |  |  |  |  |  |  |  |  |  |
| Домініко єпископ Торчелло | Домініко єпископ Торчелло | Домініко єпископ Торчелло | Домініко єпископ Торчелло | Домініко єпископ Торчелло | Домініко єпископ Торчелло |  |  | П'єтро IV ∞1. Джованниічча; ∞2. Вальдрада, дочка Губерта Сполетського і Вілли | П'єтро IV ∞1. Джованниічча; ∞2. Вальдрада, дочка Губерта Сполетського і Вілли | П'єтро IV ∞1. Джованниічча; ∞2. Вальдрада, дочка Губерта Сполетського і Вілли | П'єтро IV ∞1. Джованниічча; ∞2. Вальдрада, дочка Губерта Сполетського і Вілли | П'єтро IV ∞1. Джованниічча; ∞2. Вальдрада, дочка Губерта Сполетського і Вілли | П'єтро IV ∞1. Джованниічча; ∞2. Вальдрада, дочка Губерта Сполетського і Вілли |  |  |                              |                              |                              |                              |                              |                              |  |  |  |  |  |  | Вітале дож 978—979               | Вітале дож 978—979 | Вітале дож 978—979 | Вітале дож 978—979 | Вітале дож 978—979 | Вітале дож 978—979 |  |  |                                         |                                         | Єлена(?) ∞Джерардо Ґуоро                | Єлена(?) ∞Джерардо Ґуоро                | Єлена(?) ∞Джерардо Ґуоро                | Єлена(?) ∞Джерардо Ґуоро                | Єлена(?) ∞Джерардо Ґуоро | Єлена(?) ∞Джерардо Ґуоро |                              |                              |                              |                              | Стефано                      | Стефано                      | Стефано | Стефано | Стефано | Стефано |  |  |  |  |  |  |  |  |  |  |  |  |  |  |  |  |  |  |  |  |  |  |  |  |  |  |  |  |  |  |
|                           |                           |                           |                           |                           |                           |  |  |                                                                               |                                                                               |                                                                               |                                                                               |                                                                               |                                                                               |  |  |                              |                              |                              |                              |                              |                              |  |  |  |  |  |  |                                  |                    |                    |                    |                    |                    |  |  |                                         |                                         |                                         |                                         |                                         |                                         |                          |                          |                              |                              |                              |                              |                              |                              |         |         |         |         |  |  |  |  |  |  |  |  |  |  |  |  |  |  |  |  |  |  |  |  |  |  |  |  |  |  |  |  |  |  |
| Вітале (IV) патрарх Ґрадо | Вітале (IV) патрарх Ґрадо | Вітале (IV) патрарх Ґрадо | Вітале (IV) патрарх Ґрадо | Вітале (IV) патрарх Ґрадо | Вітале (IV) патрарх Ґрадо |  |  | Марина ∞Трибуно Меммо                                                         | Марина ∞Трибуно Меммо                                                         | Марина ∞Трибуно Меммо                                                         | Марина ∞Трибуно Меммо                                                         | Марина ∞Трибуно Меммо                                                         | Марина ∞Трибуно Меммо                                                         |  |  | дитина, що загибла з батьком | дитина, що загибла з батьком | дитина, що загибла з батьком | дитина, що загибла з батьком | дитина, що загибла з батьком | дитина, що загибла з батьком |  |  |  |  |  |  | Домініко                         | Домініко           | Домініко           | Домініко           | Домініко           | Домініко           |  |  | Емілія ∞Доменіко Орсеоло, брат П'єтро I | Емілія ∞Доменіко Орсеоло, брат П'єтро I | Емілія ∞Доменіко Орсеоло, брат П'єтро I | Емілія ∞Доменіко Орсеоло, брат П'єтро I | Емілія ∞Доменіко Орсеоло, брат П'єтро I | Емілія ∞Доменіко Орсеоло, брат П'єтро I |                          |                          | Марія (?) ∞П'єтро II Орсеоло | Марія (?) ∞П'єтро II Орсеоло | Марія (?) ∞П'єтро II Орсеоло | Марія (?) ∞П'єтро II Орсеоло | Марія (?) ∞П'єтро II Орсеоло | Марія (?) ∞П'єтро II Орсеоло |         |         |         |         |  |  |  |  |  |  |  |  |  |  |  |  |  |  |  |  |  |  |  |  |  |  |  |  |  |  |  |  |  |  |